# 真瀬村
真瀬村（ませむら）は、かつて茨城県筑波郡に存在した村である。現在の茨城県つくば市の南西部に位置する。

## 歴史

### 村名の由来
旧村の中で最大の村だった真瀬村から。

### 沿革
- 1889年（明治22年）4月1日 - 町村制の施行に伴い、真瀬村、鍋沼新田、高須賀村、高良田村、老田淵村、新右衛門新田が合併して発足。
- 1955年（昭和30年）3月31日
  - 大字老田淵、新右衛門新田および大字真瀬、鍋沼新田、高須賀、高良田の一部が水海道市（現常総市）に編入。
  - 谷田部町、小野川村、葛城村、島名村と合併し、改めて谷田部町が発足。同日真瀬村廃止。
- 1987年（昭和62年）11月30日 - 谷田部町が豊里町・大穂町および新治郡桜村と合併してつくば市が発足。